# Catherine Gore
Catherine Grace Frances Gore, född Moody 1799 i London, död den 29 januari 1861 i Linwood, var en engelsk författare.
Catherine Moody gifte sig 1823 med kapten Arthur Gore. Hon utgav inte mindre än sjuttio romaner på tillsammans omkring två hundra band, av vilka bör nämnas Women as they are (1830), Mothers and daughters (1831), Mrs Armytage (1835), Cecil (1841), The banker's wife (1843) och Mammon (1855). Hennes romaner är trogna och därför kulturhistoriskt intressanta skildringar av de högre engelska klassernas liv i hennes samtid. Genren kallas fashionable novels. Catherine Gore skrev även dramer, exempelvis The bond (1824) och The school of coquettes (1831), ett arbete om blomsterodling, The book of the roses (1838), samt komponerade sånger. Till svenska översattes "Hofmannen i Carl II:s tid" (1841) och "Smärre noveller" (samma år).